# Жак, Пётр Карлович
Пётр Карлович Жак (пол. Piotr Żak; 22 июня 1869 — 29 ноября 1946) — крестьянин, депутат Государственной думы II созыва от Люблинской губернии

## Биография
Польский крестьянин из деревни Лещина гмины Уржондов Яновского уезда Люблинской губернии. По семейной легенде начало династии заложил дед Петра,  раненый наполеоновский солдат, отставший от армии, по имени Марцин (Marcin) Жак. Отец — крестьянин, войт Карол Жак, старший сын Марцина, мать — Марианна урождённая Кот. К 1880 году Пётр  дома выучился читать и писать. Но в тот год в Лещину пришёл из Галиции Валентин Вожняк, который начал тайно учить грамоте местную молодежь. Официально Вожняк был сельским трактирщиком. В 1881 году Пётр организовал коллективную подписку 10 мальчиков-односельчан на "Gazeta Świąteczna". По одним сведениям Петру удалось удалось короткое время посещать народную школу в городе Остров, по другим - отец лишь хотел отправить усердного в ученье сына в школу в Люблине, но 1883 году тяжело заболел и через три недели умер. В этот время Пётр был уже за старшего в семье. Младшему брату Антонию было всего 11  лет и Пётр берёт на себя заботы о хозяйстве площадью 17 моргов (9,5 га). С 1884 года начал писать корреспонденции в "Gazecie Świątecznej", позднее Пётр начал сотрудничать также и с изданием "Zorzy" (Зори).
13 июля 1886 умерла мать Петра. 14 ноября 1887 он женился на бездетной вдове Зофье Недзельской (Niedzielska). 19 сентября 1889 года родился сын Юзеф. В 1890 Пётр был призван в армию и в течение нескольких месяцев находился на военной службе в Бессарабии. Однако благодаря заступничеству друзей (так в источнике) он был демобилизован и вернулся домой.  Стал членом общества «Освята» («Просвящение»), агитировал среди крестьян Люблинской губернии. 19 марта 1899 был арестован, провёл более 3-х месяцев в десятом павильоне Варшавской цитадели. В июле 1899 после выхода из тюрьмы продолжил агитацию в польской деревне. Во время революции 1905—1907 годов был активным сторонником полонизации школьного обучения и гминного правления. 17 декабря 1905 года в Варшаве участвовал в Крестьянском съезде. На нём  были приняты требования введения в Царстве Польском широкой автономии и демократического избрания Сейма. 4 января 1906 вновь арестован за попытку осуществить полонизацию в своей гмине, провёл 3 месяца в тюрьме. В 1906 участвовал в съезде польского Центрального сельскохозяйственного общества. К 1900 году хозяйство Жака имело 2-х лошадей, 5 коров, 2-х телят, 6 свиней, 6 гусей и 10 кур. У него был большой сад: 32 сливы, 24 яблони, 23 груши, 33 вишен и шелковицы. Жак активно использовал новые агрономические приёмы, закупал сортовой посевной материал, выписывал новые агрономические инструменты. В 1896 году был объявлен конкурс на образцовое хозяйство. Пётр описал свою ферму, через месяц приехала комиссия судей из Варшавы, и ещё через несколько месяцев пришло сообщение о присуждении первой премии в категории мелких хозяйств за образцовую работу фермы, правильный учёт и облесение пустошей.  К 1907 году земельная собственность Жака составляла 11,5 десятины (12,5 га).
6 февраля 1907 избран во Государственную думу II созыва от общего состава выборщиков Люблинского губернского избирательного собрания. Вошёл в состав Польского коло. Состоял в Аграрной комиссии Думы.
После роспуска Второй Государственной Думы вернулся в деревню Лещина.  В 1909—1910 стал войтом (сельским старостой) одной из гмин в своём сельском округе. До 1914 не участвовал в общественно-политической жизни. С 1915 после оккупации Люблинской губернии австрийскими войсками сотрудничал с Польской воинской организацией.
В независимой Польше вёл общественную и  политическую работу. Во время Второй мировой войны (1939—1945) участник Польского Сопротивления немецкой оккупации. Автор мемуаров.

## Семья
- Жена — Зофья Недзельская[1]
  - Сын — Юзеф (1889—?)[1].
  - Сын — Анджей (1892—?),
  - Дочь — Зофья (1895—?),
  - Сын — Ян (1895—?)[1].
  - Сын — Станислав (1899?—?)
- Старший брат — Юзеф (Józef)[1]
- Старший брат — Антоний (Antoni)[1]
- Младший брат — Ян (Jan)[1]
- Сестра — Катаржина[1]
- Сестра — Марианна[1]

### Рекомендуемые источники
- Brzoza Cz., Stepan K. Poslowie polscy w Parlamente Rosyjskim, 1906—1917: Slownik biograficzny. Warszawa, 2001.
- Российский государственный исторический архив. Фонд 1278. Опись 9. Дело 152; Дело 539. Лист 9.